# Duchłata
Duchłata – jaskinia krasowa położona w Bułgarii, u zachodniego podnóża Witoszy, na południowy zachód od Sofii. Jest najdłuższą jaskinią na Półwyspie Bałkańskim. Długość 17 600 metrów, głębokość 70 (według innych źródeł 53) metrów. Stanowi siedmiopiętrowy labirynt korytarzy. Posiada bogatą szatę naciekową.